# The Sims 2: H&M Fashion Xtra Pakke
|  | Sammenskrivningsforslag Artiklen The Sims 2: H&M Fashion Xtra Pakke er foreslået føjet ind i The Sims 2. (Siden maj 2024) Diskutér forslaget |

The Sims 2: H & M Fashion Stuff (The Sims 2: Fashion Stuffer i australien og new zealand) fjerde ekstrapakke med H & M tema
Den indeholder 61 punkter. Pakken tilføjer sange af Jibbs, Keke Palmer, Kevin Michael, Og Nlt til Pop og Hip Hop stationen.blev annonceret 25 april 2007.

## Nye Ting
- H&M tøjkollektion for mænd og kvinder
- 3 færdige H&M forretninger
- mannequindukker udstillingsborde og montre
- tøjstænger
- kasseapparater
- prøverum
- 2 etagers vinduer døre og søjler
- H&M skilte og måtter
- udstyr til at indrette et mode podie hvor simmerne kan fremvise deres nyeste designg.